# Lijst van nationale parken in Gambia
Hieronder volgt een lijst van nationale parken in Gambia.
Naast de nationale parken zijn er ook verschillende natuurreservaten (Abuko, Bao Bolong,...) en forest parks (Bamakuno, Bijilo, Brikama,...).
| Nationaal park              | Stichtingsjaar | Oppervlakte (km2) | Foto |
| --------------------------- | -------------- | ----------------- | ---- |
| Nationaal park Kiang West   | 1987           | 115               |      |
| Nationaal park River Gambia | 1978           | 5,85              |      |
| Nationaal park Niumi        | 1984           | 49,40             |      |